# ۳۶۵ (پیش از میلاد)
۳۶۵ (پیش از میلاد) ۳۶۵مین سال قبل از تقویم میلادی است.